# Scolypopa kurandae
Scolypopa kurandae är en insektsart som beskrevs av George Willis Kirkaldy 1906. Scolypopa kurandae ingår i släktet Scolypopa och familjen Ricaniidae. Inga underarter finns listade i Catalogue of Life.